# Bulsten
Bulsten ist ein Ort im Stadtteil Buer von Melle, Landkreis Osnabrück. Die ehemalige Gemeinde liegt in der Landschaft südlich des östlichen Wiehengebirges. 1970 hatte Bulsten 120 Einwohner. Bulsten wurde zum 1. Juli 1972 nach Melle eingemeindet. Es gibt eine Dorfglocke, ein Ehrenmal und eine historische Wassermühle.